# Christopher Nolan

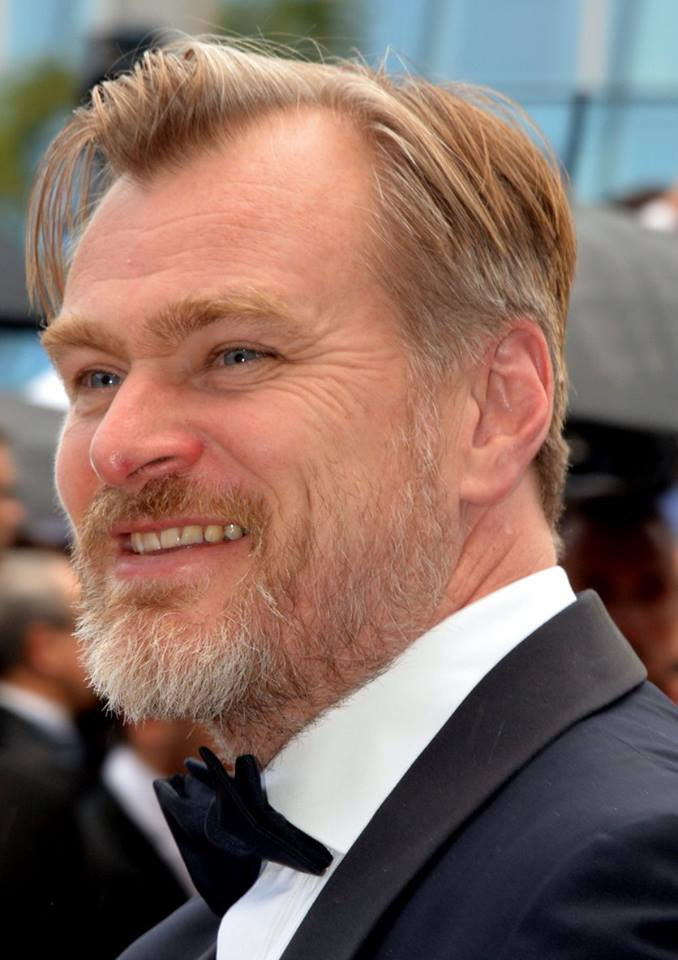
Christopher Nolan bei den Filmfestspielen in Cannes im Mai 2018

Sir Christopher Edward Nolan CBE (* 30. Juli 1970 in London) ist ein britisch-US-amerikanischer Filmregisseur, Drehbuchautor und Filmproduzent. Nach seinem Spielfilmdebüt 1998 mit Following erhielt er 2002 für Memento erstmals eine Oscarnominierung als bester Drehbuchautor. Internationale Bekanntheit erlangte Nolan durch seine Neuinterpretation der Comicfigur Batman in der The-Dark-Knight-Trilogie. Durch diese Erfolge war es ihm möglich, für spätere Filme wie Inception, Interstellar oder Tenet mit hohen Filmbudgets zu arbeiten. Für das Drama Dunkirk wurde Nolan 2018 erstmals als bester Regisseur für den Oscar nominiert und im Jahr 2024 für Oppenheimer mit dem Oscar, Golden Globe und dem BAFTA jeweils für die beste Regie wie auch für den besten Film ausgezeichnet.
Christopher Nolan zählt zu den wenigen Autorenfilmern in Hollywood. Oftmals arbeitete er gemeinsam mit seinem Bruder Jonathan an den Drehbüchern und produziert seine Filme in Zusammenarbeit mit seiner Frau Emma Thomas. In diesen nimmt das Thema der Zeit einen dominierenden Platz ein und wird in verschiedenen Variationen dargestellt. Sein Werk wird von einigen Kritikern in der Tradition eines innovativen Filmemachers wie Stanley Kubrick gesehen.

## Leben und Werk

### Kindheit, Bildung und Familie

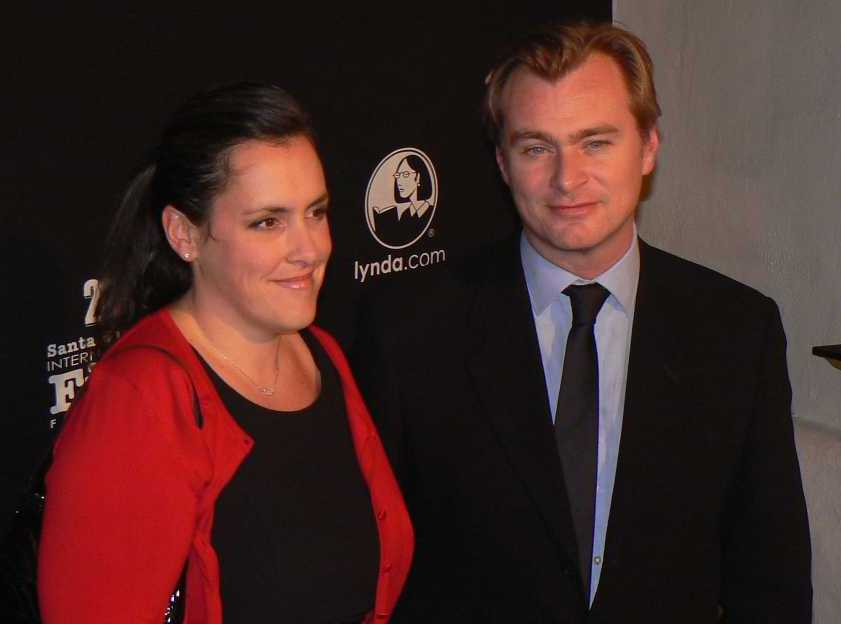
Nolan mit seiner Ehefrau Emma Thomas (2011)

Christopher Nolan ist der Sohn des britischen Werbetexters James Nolan und der US-amerikanischen Stewardess Christina Nolan, geborene Jensen. Er hat zwei Brüder: den älteren Bruder Matthew Francis Nolan, der 2010 wegen Dokumentenfälschung zu einer Haftstrafe verurteilt wurde, und den jüngeren Jonathan Jensen Nolan, der ebenfalls im Filmgeschäft tätig ist. Erste Erfahrungen mit der Kamera machte Nolan im Alter von sieben Jahren. Mit der Super-8-Kamera seines Vaters filmte er seine Actionfiguren. Durch die unterschiedlichen Heimatorte seiner Eltern sowie deren Berufe wuchs Nolan sowohl in London wie auch zeitweise in Chicago auf. Nach eigenen Angaben traf Christopher Nolan mit etwa zehn oder elf Jahren den Entschluss, Filmemacher zu werden.
Ab 1984 besuchte Nolan das Haileybury and Imperial Service College in Hertfordshire. Anschließend studierte er englische Literatur am University College London. An der Universität lernte Nolan seine Kommilitonin und spätere Frau Emma Thomas kennen. Das Studium schloss er 1993 erfolgreich mit dem akademischen Grad Bachelor of Arts ab. Thomas und er heirateten 1997, sie haben vier Kinder, drei Söhne und eine Tochter. Das Paar lebt in Los Angeles. Gemeinsam gründeten sie 2001 die in London ansässige Filmproduktionsgesellschaft Syncopy Films.

### Berufliche Anfänge und Durchbruch
Im Rahmen seines Studiums engagierte sich Christopher Nolan im dortigen Filmklub und drehte erste Kurzfilme. Tarantella ist seine erste Kurzfilmproduktion und wurde 1989 im US-Fernsehen ausgestrahlt. Larceny wurde 1996 auf dem Cambridge Festival aufgeführt. Dieser Kurzfilm handelt von einem Taschendieb, der von seinen Opfern gejagt wird. Ein Jahr später drehte er das dreiminütige Kammerspiel Doodlebug, in dem ein Mann hektisch etwas in seiner Wohnung jagt und versucht, es mit seinem Schuh zu töten. Doodlebug ist Nolans einziger im Handel erhältlicher Kurzfilm. Er wurde 2003 in der DVD Cinema16: British Short Films mit weiteren britischen Kurzfilmen veröffentlicht und enthält einen Audio-Kommentar von Nolan.
Nolan brachte 1998 seinen ersten abendfüllenden Spielfilm auf die Leinwand. Bei dem 70-minütigen Low-Budget-Film Following führte er nicht nur Regie, sondern schrieb auch das Drehbuch und produzierte ihn. Durch die Besetzung mit Familienmitgliedern und Freunden sowie Drehorten im Elternhaus mit einer Drehdauer von einem Jahr konnte Nolan den Film mit einem Budget von 6.000 £ realisieren. Following brachte ihm erste Anerkennung und ermöglichte es Nolan, sein nächstes Projekt in die Kinos zu bringen: Memento. Basierend auf der Kurzgeschichte Memento mori seines Bruders Jonathan schrieb Christopher Nolan das Drehbuch. Für diesen Kriminalfilm bekamen Nolan und sein Bruder Nominierungen für den Oscar und den Golden Globe, jeweils für das beste Drehbuch. Memento gilt als Nolans Durchbruch in der Filmbranche.

### Etablierung als unabhängiger Filmemacher
Bereits vor Memento wollte Christopher Nolan das Drehbuch zur Neuverfilmung des norwegischen Thrillers Todesschlaf von 1997 schreiben, Warner Bros. hatte den Auftrag für das amerikanische Remake allerdings bereits an die Drehbuchautorin Hillary Seitz vergeben. Nachdem sich sein Regiekollege Steven Soderbergh bei Warner Bros. für ihn eingesetzt hatte, durfte er jedoch die Filmregie bei dem Projekt übernehmen. Nolan erkannte, dass Seitz’ Ideen seinen Vorstellungen für den Film ähnelten, und beide arbeiteten gemeinsam an mehreren Drehbuchentwürfen. Während der Produktion standen Nolan erstmals ein hohes Filmbudget und Schauspieler wie Al Pacino, Robin Williams und Hilary Swank zur Verfügung. Insomnia – Schlaflos erschien 2002 in den Kinos und der Brite konnte sich mit dem Krimi zunehmend in Hollywood etablieren.

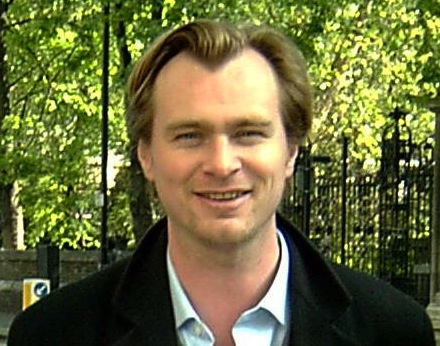
Christopher Nolan (2005)

Nach seinen Arbeiten an Insomnia – Schlaflos plante Christopher Nolan, eine Filmbiografie über Howard Hughes zu inszenieren. Er schrieb lange Zeit an einem Drehbuch, das er selbst für das beste Skript hielt, das er je geschrieben habe. Zudem war Jim Carrey bereits als Hauptdarsteller vorgesehen. Als jedoch Martin Scorseses Aviator in Produktion ging, entschloss er sich, das Vorhaben ruhen zu lassen. Warner Bros. hatte Nolan angeboten, die Regie für Troja zu übernehmen, er lehnte jedoch ab und Wolfgang Petersen übernahm diese Aufgabe. Ebenfalls hatte Nolan die Möglichkeit sein Drehbuch zum Roman The Keys to the Street zu verfilmen, welches er bereits nach Following geschrieben hatte. Jedoch war ihm die Geschichte zu ähnlich zu seinen letzten Filmen und er lehnte diese Möglichkeit ab. Christopher Nolan widmete sich stattdessen der Neuverfilmung Batman Begins. Mit Christian Bale in der Hauptrolle erzählte Christopher Nolan die Geschichte von Batman im Jahr 2005 neu, die zuletzt 1997 unter der Regie von Joel Schumacher im Kino zu sehen war. Für das Drehbuch von Batman Begins arbeitete Nolan mit dem Comicexperten David S. Goyer zusammen.
Bereits ein Jahr später folgte 2006 das im 19. Jahrhundert angesiedelte Magierdrama Prestige – Die Meister der Magie, für dessen Drehbuch Christopher Nolan gemeinsam mit seinem Bruder Jonathan fünf Jahre investiert hatte. Es basiert auf dem Roman Das Kabinett des Magiers des britischen Authors Christopher Priest. Als Regisseur inszenierte Nolan den Film in seiner Erzählstruktur selbst als einen Zaubertrick.
Im Jahr 2008 brachte Nolan die Batman-Fortsetzung The Dark Knight in die Kinos. Die Kritiken zu diesem Thriller waren durchweg sehr gut, vor allem wurde die Leistung des verstorbenen Joker-Darstellers Heath Ledger gewürdigt, dessen Besetzung Nolan während des Castings unbedingt gefordert hatte. Mit einem Einspielergebnis von über einer Milliarde US-Dollar war The Dark Knight nach seinem Erscheinen der vierterfolgreichste Film der Welt.
Nach dem tragischen Tod Heath Ledgers wollte Nolan zunächst keinen weiteren Batman-Film drehen. Der Brite betonte, dass der Joker nicht für eine Fortsetzung eingeplant war und es generell keine Pläne für einen dritten Film im Vorfeld gab. Nolan fehlte nach The Dark Knight eine stimmige Idee für einen Trilogieabschluss. Daher widmete er sich dem Traumdiebstahl-Thriller Inception, den er 2010 in die Kinos brachte. Die Idee zu diesem Film hatte Nolan bereits zehn Jahre zuvor. Inception brachte ihm Oscarnominierungen für den besten Film und das beste Drehbuch ein. Zudem wurde er für den besten Film, die beste Regie und das beste Drehbuch bei den Golden Globes nominiert. Des Weiteren wurde sein Drehbuch mit dem Writers Guild of America Award ausgezeichnet.
Christopher Nolan konnte gemeinsam mit seinem Bruder und David S. Goyer letztlich ein aus seiner Sicht passendes Drehbuch für einen abschließenden Batman-Film entwickeln. So erschien 2012 der letzte Teil seiner Batman-Trilogie mit dem Titel The Dark Knight Rises. Mit einem Einspielergebnis von 1,084 Mrd. US-Dollar ist dieser Nolans bis dahin finanziell erfolgreichster Film. Der Film wurde in mehrere Listen der besten Filme des Jahrzehnts oder aller Zeiten aufgenommen. Nominierungen für renommierte Preise blieben jedoch aus. Nach Abschluss der Trilogie wollte Nolan vorerst keine weiteren Superheldenverfilmungen umsetzen. Trotzdem unterstützte er Zack Snyders Superman-Neuverfilmung Man of Steel als Produzent und Storyschreiber. Der Film lief im Juni 2013 in den Kinos an.

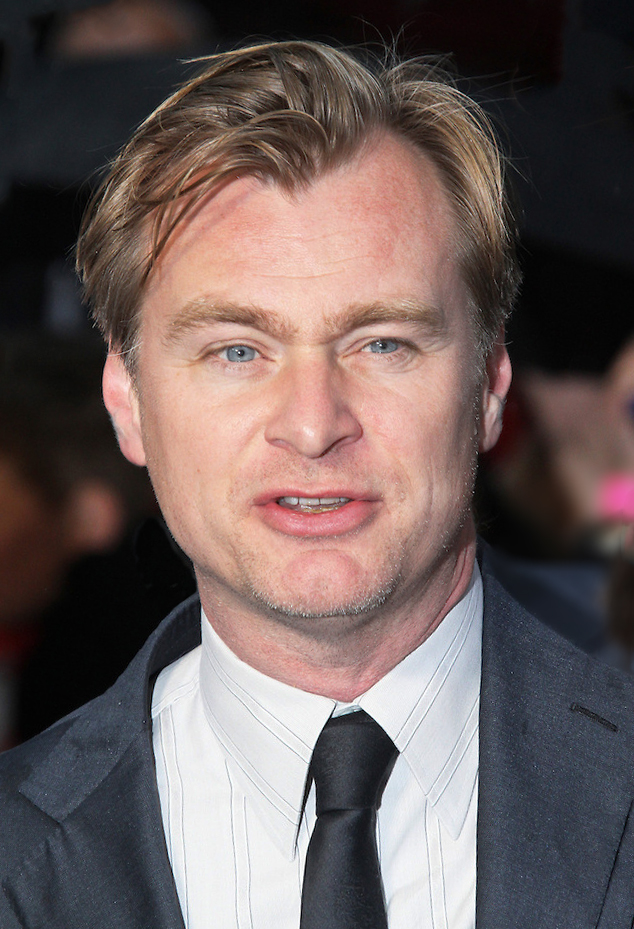
Christopher Nolan (2013)

### Kreative Freiheiten unter Warner Bros.
Nach Abschluss der The-Dark-Knight-Trilogie nutzte Nolan zunehmend die Möglichkeiten, die er sich mit Warner Bros. erarbeitet hatte. Er setzt seine eigenen Ideen und Vorstellungen unabhängig von einem lukrativen Franchise mit hohen finanziellen Möglichkeiten um.
Sein nächstes Projekt wurde Interstellar, ein Science-Fiction-Film nach einem Drehbuch seines Bruders Jonathan, dieser begann 2007 mit dem Schreiben. Als Regisseur war ursprünglich Steven Spielberg vorgesehen. Christopher Nolan übernahm Anfang 2012 die Regie und erweiterte zudem das Drehbuch durch eigene Ideen und Schwerpunkte. Für Interstellar wurde die Filmcrew wissenschaftlich vom theoretischen Physiker Kip Thorne beraten, der 2017 für seine Beobachtungen der Gravitationswellen mit dem Physik-Nobelpreis ausgezeichnet wurde. Nolan veröffentlichte das dreistündige Weltraumepos im November 2014.
Ebenfalls im Jahr 2014 fungierte Nolan als ausführender Produzent bei Transcendence, dem Regiedebüt seines langjährigen Kameramanns Wally Pfister.
Ein Jahr später inszenierte er einen Dokumentar-Kurzfilm über die Quay-Brüder, zwei Stop-Motion-Künstler, die vor allem in den 1980er Jahren Bekanntheit erlangten. Zudem agierte er bei Batman v Superman: Dawn of Justice als ausführender Produzent, diese Aufgabe beschränkte sich darauf mit Zack Snyder verschiedene Storyideen zu diskutieren.
Seit längerer Zeit wurde Nolan immer wieder als künftiger Regisseur eines James-Bond-Films ins Spiel gebracht. Er bestätigte 2017, dass er sich über die Jahre mehrfach mit der Produzentin Barbara Broccoli unterhalten habe und diese Aufgabe als spannend ansehe. Jedoch sehe er keinen Bedarf und würde, sollte er jemals die Gelegenheit erhalten, mit seinem James Bond eine Neuausrichtung anstreben.
Seinen inzwischen zehnten Spielfilm veröffentlichte Christopher Nolan im Jahr 2017. Das im Zweiten Weltkrieg angesiedelte Drama mit dem Titel Dunkirk erzählt die Geschichte der Schlacht von Dünkirchen. Bereits 1992, als Nolan an der Küste von Dünkirchen entlang segelte, entwickelte er die Idee, über die britische Evakuierungsaktion einen Film zu drehen. Damals sah er sich jedoch noch nicht imstande, dieses Vorhaben zu realisieren. Mit einer Laufzeit von 107 Minuten ist Dunkirk nach Following (70 Minuten) der zweitkürzeste Spielfilm des Briten. Für den Film erhielt Christopher Nolan insbesondere für die Regiearbeit internationale Anerkennung. In dieser Kategorie, sowie die des besten Films, erhielt Nolan unter anderem Nominierungen für den Oscar, Golden Globe sowie dem BAFTA Film Award. Es war Nolans erste Oscarnominierung in der Kategorie Beste Regie.
Justice League erschien im Jahr 2017 und Nolan wird im Abspann als ausführender Produzent genannt. Jedoch hatte er keine Berührungspunkte mit der Produktion. Die Nennung war eine Folge seiner Beteiligung an den Vorgängern Man of Steel und Batman v Superman: Dawn of Justice.
Anlässlich des 50-jährigen Jubiläums von 2001: Odyssee im Weltraum wurde Christopher Nolan mit der Neuabtastung der 70-mm-Originalfilmrollen beauftragt. Die neuabgetastete Fassung von Stanley Kubricks Science-Fiction-Film wurde 2018 auf den internationalen Filmfestspielen von Cannes im Rahmen der Canne Classics von Nolan im Beisein von Kubricks Familie vorgeführt.
Der internationale Spionagefilm Tenet sollte ursprünglich im Juli 2020 weltweit in den Kinos erscheinen, die Veröffentlichung wurde jedoch aufgrund des weltweiten Ausbruches der COVID-19-Pandemie auf Ende August 2020 verschoben. Christopher Nolan übernahm einmal mehr die Regie, das Drehbuch sowie, gemeinsam mit seiner Frau, die Produktion. Sein Stammeditor Lee Smith dagegen war terminlich wegen 1917 verhindert, den Schnitt verantwortete daher Jennifer Lame. Bei der musikalischen Komposition ersetzte Ludwig Göransson Hans Zimmer, der durch die Arbeit an Dune ebenfalls verhindert war.
Nach Aussage von Deborah Snyder, der Ehefrau von Zack Snyder, hatte die Freundschaft mit Christopher Nolan und sein Fürsprechen einen erheblichen Anteil daran, dass Snyder seine ursprüngliche Version von Justice League fertigstellen wollte. Im März 2021 erschien der Film Zack Snyder’s Justice League bei dem Nolan als ausführender Produzent im Abspann gelistet wird.

### Wechsel zu den Universal Pictures
Nachdem Warner Bros. entschieden hatte, diverse Neuproduktionen im Jahr 2021 neben dem Kino zeitgleich auf dem Streamingdienst HBO Max zu veröffentlichen, äußerte sich Christopher Nolan kritisch. Insbesondere bemängelte er, dass das Vorgehen nicht mit den betroffenen Filmemachern abgesprochen war.
Anschließend entschied sich der Brite, die jahrelange Zusammenarbeit mit Warner nicht fortzusetzen und sein neuestes Projekt gemeinsam mit Universal Pictures zu produzieren. Bei Universal besitzt Nolan, wie zuvor bei Warner, die volle kreative Kontrolle. Zudem ist der Erstveröffentlichungszeitraum exklusiv für das Kino vorgesehen.
Das nächste Regieprojekt des Briten thematisierte das Schaffen des theoretischen Physikers Robert Oppenheimer und trägt den Titel Oppenheimer; es basiert auf der Biografie American Prometheus: The Triumph and Tragedy of J. Robert Oppenheimer von Kai Bird und Martin J. Sherwin aus dem Jahr 2005. Oppenheimer startete im Juli 2023 weltweit in den Kinos. Gemeinsam mit dem zeitgleich veröffentlichten Film Barbie entstand das Internetphänomen Barbenheimer. Die beiden gegensätzlichen Filme sorgten im Sommer 2023 für große Zuschauerströme bei den Kinobetreibern, sodass Oppenheimer letztendlich weltweit über 950 Mio. US-Dollar einspielen konnte und damit zum dritterfolgreichsten Film des Jahres avancierte.
Christopher Nolan wurde bei der Oscarverleihung, den Golden Globe Awards sowie den British Academy Film Awards 2024 sowohl für die beste Regie wie auch den besten Film ausgezeichnet.
Universal Pictures gab im Dezember 2024 bekannt, dass Nolan an einer Spielfilmadaption von Homers Odyssee (Originaltitel: The Odyssey) arbeitet. Der Film soll im Juli 2026 erscheinen.

## Arbeitsweise

### Autorenfilmer und Techniken
Christopher Nolan sieht seine Tätigkeit als Filmemacher nicht als seinen Beruf, sondern als Teil seines Lebens an. Abgesehen von Insomnia – Schlaflos, bei dem er nicht das Skript schreiben durfte, schrieb Nolan zu all seinen Regiearbeiten das Drehbuch, häufig in Zusammenarbeit mit seinem Bruder Jonathan. Darüber hinaus war er, außer an Memento, Insomnia – Schlaflos und Batman Begins, an jedem Film als Produzent beteiligt. Zudem arbeitet er bei der Gestaltung des Szenenbilds aktiv mit. Die volle Kontrolle über seine Filme macht Christopher Nolan zu einem der wenigen Autorenfilmer in Hollywood. Nolan verzichtet auf die in der Filmbranche häufig eingesetzten Nachdrehs. Stattdessen sieht er bereits in seinen Drehbüchern mehrere Möglichkeiten der Erzählung vor und löst mögliche Probleme in der Postproduktion mit seinem Editor am Schneidetisch. Dabei vermeidet Nolan überflüssige oder redundante Einstellungen.
Während der Produktionsarbeit legt Christopher Nolan eine analoge Arbeitsweise an den Tag. Er verzichtet bewusst auf E-Mails oder Smartphones, um sich nicht ablenken zu lassen und seine Konzentration aufrechtzuerhalten. Seine Drehbücher schreibt er zudem nur an einem Computer ohne Internetverbindung, ebenfalls, um Ablenkungen zu vermeiden. Nolan bevorzugt bei Absprachen den direkten Kontakt mit Menschen. Um Cillian Murphy das Drehbuch für Oppenheimer zu zeigen, flog er extra nach Irland, um es persönlich zu überreichen. Er wollte Murphys unmittelbare Reaktion erleben und mit ihm diskutieren. Robert Downey Jr. besuchte Nolan zu Hause, um dort das Drehbuch zu lesen und zu besprechen.
Laut Aussagen von Anne Hathaway und Cillian Murphy gibt es an den Sets von Nolans Filmen keine Sitzmöglichkeiten. Der Regisseur möchte damit den Fokus aller Beteiligten aufrechterhalten, da er der Überzeugung ist, dass wer Stühle hat, weniger arbeitet. Hathaway lobte Nolan dafür, dass seine Filme immer rechtzeitig fertig werden und stets das Budget einhalten können.
Bei der Realisierung seiner Filme arbeitete Nolan bis einschließlich Tenet mit Warner Bros. zusammen. Seit The Dark Knight besaß er das vertraglich festgeschriebene Recht, den finalen Schnitt seiner Filme zu bestimmen. Er selbst sagt, dass er durch die erfolgreiche Arbeit am Batman-Franchise die Möglichkeit erlangt hat, für seine eigenen Ideen wie Inception, Interstellar und Dunkirk hohe Produktionsbudgets einzuwerben. Bei den Universal Studios, mit denen Nolan seine Filme seit Oppenheimer produziert, besitzt er ebenfalls die volle kreative Kontrolle.
Der gebürtige Brite ist ein Verfechter der analogen Kamera und setzt nicht auf digitale Aufnahmetechnik. Ferner verzichtet er bei seinen Filmen auf den Einsatz von 3D-Kameras oder 3D-Konvertierungen. Laut eigenen Aussagen kennt Nolan niemanden, der das 3D-Format mag, und er habe kein Interesse daran, 3D zu verwenden, nur damit Leute an den Kinokassen mehr Geld bezahlen müssten. Er möchte keinen Film in 3D drehen, wenn es nicht die Story unterstützt. Zudem kritisierte Nolan die geringe Auflösung von 3D-Kameras. Stattdessen bevorzugt er den gezielten Einsatz von IMAX-Kameras. In der IMAX-Technologie sieht Nolan künstlerische Vorteile.
Christopher Nolan verzichtet möglichst auf computergenerierte visuelle Effekte. Er bevorzugt die Arbeit mit echten Sets und Kulissen. So ließ Nolan beispielsweise für Inception einen 30 Meter langen Korridor nachbauen, der mit zwei Motoren rotiert werden konnte. Dadurch war es dem Filmemacher möglich, Veränderungen der Schwerkraft im Film darzustellen. Gleichzeitig war diese Aufnahme für Inception auch eine Hommage an Stanley Kubricks 2001: Odyssee im Weltraum, der zur Darstellung künstlicher Schwerkraft in einem Raumschiff eine ähnliche Technik angewandt hatte.
Ein weiteres Beispiel für die Präferenz echter Sets lässt sich in der Produktion von The Dark Knight finden. Um die Explosion eines Krankenhauses im Film darzustellen, wurde eine stillgelegte Süßigkeitenfabrik gesprengt.
Computergenerierte Effekte (CGI) setzt Nolan als ergänzendes Mittel zu physischen Elementen ein, um beispielsweise nachträglich Drähte oder Kameras aus Filmeinstellungen zu entfernen. Der Science-Fiction-Film Tenet aus dem Jahr 2020 hat beispielsweise weniger CGI als eine typische romantische Komödie.
Für Nolan ist der Kinosaal der perfekte Ort, um Filme zu präsentieren. Laut ihm herrsche dort eine einzigartige Mischung aus Konzentration und Empathie. Diese Einstellung besitzt er, seit er als Kind 1977 im Kino Krieg der Sterne und kurze Zeit später eine Wiederaufführung von 2001: Odyssee im Weltraum sah. Aufgrund dieser Ansichten und Erlebnisse steht Nolan Video-on-Demand oder Streaming-Diensten wie etwa Netflix oder HBO Max kritisch gegenüber.

### Einflüsse und erzählerischer Stil
Filmemacher wie George Lucas und Stanley Kubrick inspirierten Christopher Nolan bereits in seiner Kindheit. Gerade die Parallelen zu Stanley Kubrick werden heute noch oft gezogen: Beide leben eher abgeschieden von der Öffentlichkeit und haben eine Vorliebe für komplexe Erzählweisen. Christopher Nolan selbst machen diese Vergleiche verlegen und er erwidert, dass es nur einen Stanley Kubrick gäbe.
Großen Einfluss auf Nolans Werk hatte weiterhin Ridley Scotts Blade Runner. Dieses Werk diente beispielsweise als Stilorientierung für die Neuinterpretation Batman Begins.
Ferner wird ein großer Einfluss von Terrence Malick, insbesondere durch Der schmale Grat, auf Nolans Filme seit Memento nachgesagt. Michael Mann beeinflusste Nolan ebenfalls. Sein Thriller Heat prägte beispielsweise die stilistische Orientierung von The Dark Knight.
Die Filme von Christopher Nolan werden als intellektuell und dabei unterhaltsam wahrgenommen. Manche Kritiker werfen Nolan vor, dass seine Werke zu kühl inszeniert wären.
Geprägt werden die Filme oft vom Spiel mit der Zeit, was sich etwa durch eine verschachtelte Handlung äußert, welche nicht linear verläuft. Memento beispielsweise läuft in der Szenenfolge überwiegend rückwärts ab. Nolan wollte damit die Gefühlslage des Protagonisten verdeutlichen, der die Fähigkeit verloren hat, neue Erinnerungen zu bilden. Verschachtelungen können sich wie bei Inception auch auf unterschiedlichen Traumebenen oder im Falle von Interstellar auf verschiedenen Dimensionen abspielen. Das Nutzen mehrerer Dimensionen setzte der Brite bereits bei seinem Kurzfilm Doodlebug ein. In Dunkirk ließ Nolan drei verschiedene Handlungsstränge parallel ablaufen, wobei jeder Strang eine unterschiedliche Zeitspanne von einer Woche, einem Tag und einer Stunde darstellte. Dadurch erzeugte er eine anhaltende Spannung im Verlauf des Films. In Tenet ließ er seine Figuren die Zeit im Film invertieren, wodurch sie rückwärts in die Vergangenheit reisen konnten. Dabei war die Zeitreise nur eine der zentralen Thematiken. Ein weiterer Aspekt des Films war das Aufeinandertreffen von Menschen sowie Objekten aus zwei unterschiedlich gerichteten Zeitlinien.
Christopher Nolan beschreibt es als sein Ziel, das Publikum intellektuell zu stimulieren und die Geschichten wie ein Spieler aufzuziehen, der noch eine Karte in der Hinterhand hat. Dem Briten wird nachgesagt, dass es ihm gelingt, das Massenpublikum anzusprechen und dabei zeitgleich die Konzentration der Zuschauer zu fordern.
Kritiker werfen Nolan seit Inception zunehmend vor, in seinen Filmen zu starke Exposition zu betreiben und sich zu wenig an Show, don’t tell (dt.: „Zeigen, nicht erzählen“) zu halten.
Insbesondere Interstellar, Dunkirk und Tenet sind sehr laute Filme, bei denen es an mehreren Stellen schwierig ist, die Dialoge deutlich zu hören. Dies ist eine von Christopher Nolan absichtlich gewählte Situation. Laut eigenen Aussagen ist es ihm bewusst, dass dies für Hollywood-Produktionen unüblich ist, seine Intention ist jedoch, aus Dialogen einen Soundeffekt zu kreieren und den Zuschauern das Gefühl für die Umgebung der Figuren näher zu bringen. Unter anderem mit dieser Methodik verfolgt er aus seiner Sicht das Ziel Show, don't tell.

### Inhalte und Thematiken
Die Werke von Christopher Nolan lassen sich häufig dem Neo-Noir zuordnen. Eine Ausnahme bildet beispielsweise die Kriegsgeschichte Dunkirk. Inhaltlich befassen sich seine Filme zumeist mit dem Kampf der Protagonisten gegen den Wahnsinn und die Zerrissenheit, die sich in ihrem Inneren abspielt. Diese Eigenschaften werden in den verschiedenen Filmen durch unterschiedliche Thematiken geprägt, im Folgenden werden exemplarisch Beispiele beschrieben.
Nolans Interpretation von Bruce Wayne in seiner The-Dark-Knight-Trilogie setzt sich intensiv mit dem Thema Furcht auseinander. Durch traumatische Ereignisse in der Kindheit entwickelt der junge Bruce starke Ängste gegen Fledermäuse. Seine spätere Intention ist es, sich seinen Ängsten zu stellen, selbst zu ihnen zu werden und sie seine Widersacher spüren zu lassen.
Dem inneren Wahnsinn sehen sich Will Dormer in Insomnia – Schlaflos und Leonard Shelby in Memento auf einem anderen Weg konfrontiert. Dormer leidet in Alaska während der Mitternachtssonne unter Schlaflosigkeit und Shelby fehlt durch eine Amnesie das Kurzzeitgedächtnis. Beide Figuren versuchen in ihren Filmen mit diesen Beeinträchtigungen einen Mord aufzuklären.
Die Filme von Christopher Nolan führen nie zu einem klassischen Happy End, stattdessen begeben sich die Protagonisten auf eine Reise, an deren Ende sie zumeist mit ihrer Zerrissenheit und dem Wahnsinn Frieden schließen können, unabhängig davon, welche Taten sie während dieser Wege vollzogen haben. Die Wahrheit wird zu einem dehnbaren Begriff und zieht sich thematisch durch fast alle Filme des Briten. Die Hauptakteure in Nolans Filmen sind üblicherweise Männer zu Beginn ihres mittleren Alters. Frauen treten ausschließlich als Nebenfiguren in Erscheinung und sind Gründe für eine Zerrissenheit oder einen inneren Konflikt. Ihre Figuren verfügen selbst nicht über die Komplexität der Hauptakteure. Ferner findet sich selten ein klassischer Antagonist in der Handlung wieder. Gegenspieler vertreten ähnliche oder anders nachvollziehbare Ambitionen wie die Hauptfiguren. Auffällig bei den meisten Filmen von Nolan ist, dass der Handlungsspielort überwiegend im urbanen Raum angesiedelt ist und die Figuren beispielsweise Anzüge tragen und gepflegt in Erscheinung treten. Ausnahmen bilden Interstellar, der ländlich und vom Weltraum geprägt ist, sowie Dunkirk, der ein Kriegsszenario erzählt und sich im Gegensatz zu Nolans vorherigen Werken fast nicht auf persönliche Schicksale stützt.
Neben Wahnsinn, Ängsten und Zerrissenheit werden die Geschichten hinter den Filmen von Christopher Nolan häufig von Fiktionalitäten geprägt. Trotz aller Fiktionen sind diese Elemente in den Geschichten als möglich und realitätsnah dargestellt. Wegen dieses schmalen Grats zwischen Realität und Fiktion werfen Kritiker Nolan Eskapismus vor, Befürworter sehen diese Eigenschaft jedoch als Stärke Nolans an.

### Wiederkehrende Mitwirkende
Christopher Nolan arbeitet bevorzugt mit einem wiederkehrenden Stab. Seine Frau Emma Thomas hat bis auf Memento und Insomnia – Schlaflos alle Filme Nolans mitproduziert. Wally Pfister war Kameramann für alle Filme von Memento bis Inception, wurde jedoch seit Interstellar durch Hoyte van Hoytema ersetzt, da Pfister fortan als Regisseur tätig war. Als Drehbuchautor arbeitet Christopher Nolan häufig mit seinem Bruder Jonathan zusammen.
Die nachfolgende Tabelle gibt einen Überblick über die wiederholte Zusammenarbeit von Darstellern und Crew-Mitgliedern.
|                      | Following (1998)               | Memento (2000) | Insomnia (2002)  | The-Dark-Knight- Trilogie (2005, 2008, 2012) | Prestige (2006)   | Inception (2010)    | Interstellar (2014) | Dunkirk (2017)    | Tenet (2020)      | Oppenheimer (2023)    |                   |
| Schauspieler         | Schauspieler                   | Schauspieler   | Schauspieler     | Schauspieler                                 | Schauspieler      | Schauspieler        | Schauspieler        | Schauspieler      | Schauspieler      | Schauspieler          |                   |
| -------------------- | ------------------------------ | -------------- | ---------------- | -------------------------------------------- | ----------------- | ------------------- | ------------------- | ----------------- | ----------------- | --------------------- | ----------------- |
| Michael Caine        |                                |                |                  | Alfred Pennyworth a b c                      | John Cutter       | Prof. Stephen Miles | Prof. Brand         | Fortis Leader d   | Michael Crosby    |                       |                   |
| Cillian Murphy       |                                |                |                  | Scarecrow a b c                              |                   | Robert M. Fischer   |                     | Zitternder Soldat |                   | J. Robert Oppenheimer |                   |
| Christian Bale       |                                |                |                  | Batman a b c                                 | Alfred Borden     |                     |                     |                   |                   |                       |                   |
| John Nolan           | Der Polizist                   |                |                  | Douglas Fredericks a c                       |                   |                     |                     | Blinder Mann      |                   |                       |                   |
| Gary Oldman          |                                |                |                  | James Gordon a b c                           |                   |                     |                     |                   |                   | Harry S. Truman       |                   |
| Tom Hardy            |                                |                |                  | Bane c                                       |                   | Eames               |                     | Farrier           |                   |                       |                   |
| Jeremy Theobald e    | Bill                           |                |                  | Techniker a                                  |                   |                     |                     |                   | Steward           |                       |                   |
| Larry Holden         |                                | Jimmy Grantz   | Farrell          | Carl Finch a                                 |                   |                     |                     |                   |                   |                       |                   |
| Kenneth Branagh      |                                |                |                  |                                              |                   |                     |                     | Commander Bolton  | Andrei Sator      | Niels Bohr            |                   |
| Joseph Gordon-Levitt |                                |                |                  | John Blake c                                 |                   | Arthur              |                     |                   |                   |                       |                   |
| Ken Watanabe         |                                |                |                  | Ra’s al Ghul a                               |                   | Mr. Saito           |                     |                   |                   |                       |                   |
| Mark Boone Junior    |                                | Burt           |                  | Arnold John Flass a                          |                   |                     |                     |                   |                   |                       |                   |
| Thomas Lennon        |                                | Arzt           |                  | Arzt c                                       |                   |                     |                     |                   |                   |                       |                   |
| Nicky Katt           |                                |                | Fred Duggar      | SWAT-Team Mitglied b                         |                   |                     |                     |                   |                   |                       |                   |
| Marion Cotillard     |                                |                |                  | Talia al Ghul c                              |                   | Mal Cobb            |                     |                   |                   |                       |                   |
| Anne Hathaway        |                                |                |                  | Selina Kyle c                                |                   |                     | Amelia Brand        |                   |                   |                       |                   |
| David Gyasi          |                                |                |                  | Gefangener c                                 |                   |                     | Romilly             |                   |                   |                       |                   |
| Martin Donovan       |                                |                | Hap Eckhart      |                                              |                   |                     |                     |                   | Victor            |                       |                   |
| David Dastmalchian   |                                |                |                  | Thomas Schiff b                              |                   |                     |                     |                   |                   | William Borden        |                   |
| Matthew Modine       |                                |                |                  | Peter Foley c                                |                   |                     |                     |                   |                   | Vannevar Bush         |                   |
| Matt Damon           |                                |                |                  |                                              |                   |                     | Dr. Mann            |                   |                   | Leslie R. Groves      |                   |
| Casey Affleck        |                                |                |                  |                                              |                   |                     | Tom                 |                   |                   | Boris Pash            |                   |
| James D’Arcy         |                                |                |                  |                                              |                   |                     |                     | Colonel Winnant   |                   | Patrick Blackett      |                   |
| Stabsmitglieder      |                                |                |                  |                                              |                   |                     |                     |                   |                   |                       |                   |
| Drehbuch             | C. Nolan                       | C. Nolan       | H. Seitz         | C. Nolan a b c D. Goyer a J. Nolan b c       | C. Nolan J. Nolan | C. Nolan            | C. Nolan J. Nolan   | C. Nolan          | C. Nolan          | C. Nolan              |                   |
| Kamera               | Christopher Nolan              | Wally Pfister  | Wally Pfister    | Wally Pfister                                | Wally Pfister     | Wally Pfister       | Hoyte van Hoytema   | Hoyte van Hoytema | Hoyte van Hoytema | Hoyte van Hoytema     | Hoyte van Hoytema |
| Musik                | David Julyan                   | David Julyan   | David Julyan     | Hans Zimmer, James Newton Howard a b         | David Julyan      | Hans Zimmer         | Hans Zimmer         | Hans Zimmer       | Ludwig Göransson  | Ludwig Göransson      |                   |
| Schnitt              | Gareth Heal, Christopher Nolan | Dody Dorn      | Dody Dorn        | Lee Smith                                    | Lee Smith         | Lee Smith           | Lee Smith           | Lee Smith         | Jennifer Lame     | Jennifer Lame         |                   |
| Szenenbild           | Tristan Martin                 | Patti Podesta  | Nathan Crowley f | Nathan Crowley f                             | Nathan Crowley f  | Guy Hendrix Dyas    | Nathan Crowley      | Nathan Crowley    | Nathan Crowley    | Ruth De Jong          |                   |
| Kostümbild           | n.n.                           | Cindy Evans    | Tish Monaghan    | Lindy Hemming                                | Joan Bergin       | Jeffrey Kurland     | Mary Zophres        | Jeffrey Kurland   | Jeffrey Kurland   | Ellen Mirojnick       |                   |

## Filmografie

### Kurzfilme
- 1989: Tarantella
- 1996: Larceny
- 1997: Doodlebug
- 2015: Quay (Dokumentar-Kurzfilm)

### Spielfilme
| Regie - 1998: Following - 2000: Memento - 2002: Insomnia – Schlaflos (Insomnia) - 2005: Batman Begins - 2006: Prestige – Die Meister der Magie (The Prestige) - 2008: The Dark Knight - 2010: Inception - 2012: The Dark Knight Rises - 2014: Interstellar - 2017: Dunkirk - 2020: Tenet - 2023: Oppenheimer Produktion - 1998: Following - 2006: Prestige – Die Meister der Magie (The Prestige) - 2008: The Dark Knight - 2010: Inception - 2012: The Dark Knight Rises - 2013: Man of Steel - 2014: Transcendence (Executive Producer) - 2014: Interstellar - 2016: Batman v Superman: Dawn of Justice (Executive Producer) - 2017: Dunkirk - 2017: Justice League (Executive Producer) - 2020: Tenet - 2021: Zack Snyder’s Justice League (Executive Producer) - 2023: Oppenheimer | Drehbuch - 1998: Following - 2000: Memento - 2005: Batman Begins - 2006: Prestige – Die Meister der Magie (The Prestige) - 2008: The Dark Knight - 2010: Inception - 2012: The Dark Knight Rises - 2013: Man of Steel (Story) - 2014: Interstellar - 2017: Dunkirk - 2020: Tenet - 2023: Oppenheimer |

## Auszeichnungen (Auswahl)
Für sein Schaffen als Regisseur, Drehbuchautor und Produzent erhielt Christopher Nolan Nominierungen und Auszeichnungen durch Film- und Literaturpreisverleihungen. Für renommierte Filmpreise Oscar, Golden Globe sowie den British Academy Film Award (BAFTA) wurde er mehrfach nominiert und erstmals 2024 für den besten Film und die beste Regie mit allen drei Preisen für Oppenheimer ausgezeichnet. Mehrere Nominierungen sowie drei Auszeichnungen erhielt Nolan von Amerikas Regie-, Drehbuch- und Produzentengilden. Darüber hinaus wurde er mehrmals von amerikanischen Kritikern mit dem Critics’ Choice Movie Award und britischen Kritikern mit dem London Critics’ Circle Film Award ausgezeichnet. Zudem erhielt Christopher Nolan mehrfach den Saturn Award, den er alleine vier Mal für das beste Drehbuch bekam, womit er Rekordpreisträger ist. Insgesamt sind über 100 Auszeichnungen und 150 Nominierungen auf Nolan zurückzuführen. Nachfolgend findet sich eine Auswahl verschiedenster Film- und Literaturpreise.

### Filmpreise
Oscarverleihung
- 2002: Nominierung in der Kategorie Bestes Originaldrehbuch für Memento (gemeinsam mit Jonathan Nolan)
- 2011: Nominierung in der Kategorie Bester Film für Inception (gemeinsam mit Emma Thomas)
- 2011: Nominierung in der Kategorie Bestes Originaldrehbuch für Inception
- 2018: Nominierung in der Kategorie Bester Film für Dunkirk (gemeinsam mit Emma Thomas)
- 2018: Nominierung in der Kategorie Beste Regie für Dunkirk
- 2024: Auszeichnung in der Kategorie Bester Film für Oppenheimer (gemeinsam mit Emma Thomas und Charles Roven)
- 2024: Auszeichnung in der Kategorie Beste Regie für Oppenheimer
- 2024: Nominierung in der Kategorie Bestes adaptiertes Drehbuch für Oppenheimer

Golden Globe Awards
- 2002: Nominierung in der Kategorie Bestes Filmdrehbuch für Memento
- 2011: Nominierung in der Kategorie Bester Film – Drama für Inception (gemeinsam mit Emma Thomas)
- 2011: Nominierung in der Kategorie Beste Regie für Inception
- 2011: Nominierung in der Kategorie Bestes Filmdrehbuch für Inception
- 2018: Nominierung in der Kategorie Bester Film – Drama für Dunkirk (gemeinsam mit Emma Thomas)
- 2018: Nominierung in der Kategorie Beste Regie für Dunkirk
- 2024: Auszeichnung in der Kategorie Bester Film – Drama für Oppenheimer (gemeinsam mit Emma Thomas und Charles Roven)
- 2024: Auszeichnung in der Kategorie Beste Regie für Oppenheimer
- 2024: Nominierung in der Kategorie Bestes Filmdrehbuch für Oppenheimer

British Academy Film Award
- 2011: Nominierung in der Kategorie Bester Film für Inception (gemeinsam mit Emma Thomas)
- 2011: Nominierung in der Kategorie Beste Regie für Inception
- 2011: Nominierung in der Kategorie Bestes Originaldrehbuch für Inception
- 2018: Nominierung in der Kategorie Bester Film für Dunkirk (gemeinsam mit Emma Thomas)
- 2018: Nominierung in der Kategorie Beste Regie für Dunkirk
- 2024: Auszeichnung in der Kategorie Bester Film für Oppenheimer (gemeinsam mit Emma Thomas und Charles Roven)
- 2024: Auszeichnung in der Kategorie Beste Regie für Oppenheimer
- 2024: Nominierung in der Kategorie Bestes adaptiertes Drehbuch für Oppenheimer

Producers Guild of America Award
- 2009: Nominierung in der Kategorie Bester Kinofilm für The Dark Knight (gemeinsam mit Charles Roven und Emma Thomas)
- 2011: Nominierung in der Kategorie Bester Kinofilm für Inception (gemeinsam mit Emma Thomas)
- 2018: Nominierung in der Kategorie Bester Kinofilm für Dunkirk (gemeinsam mit Emma Thomas)
- 2024: Auszeichnung in der Kategorie Bester Kinofilm für Oppenheimer (gemeinsam mit Emma Thomas und Charles Roven)

Directors Guild of America Award
- 2002: Nominierung in der Kategorie Beste Spielfilmregie für Memento
- 2009: Nominierung in der Kategorie Beste Spielfilmregie für The Dark Knight
- 2011: Nominierung in der Kategorie Beste Spielfilmregie für Inception
- 2018: Nominierung in der Kategorie Beste Spielfilmregie für Dunkirk
- 2024: Auszeichnung in der Kategorie Beste Spielfilmregie für Oppenheimer

Writers Guild of America Award
- 2009: Nominierung in der Kategorie Bestes adaptiertes Drehbuch für The Dark Knight (gemeinsam mit Jonathan Nolan und David S. Goyer)
- 2011: Auszeichnung in der Kategorie Bestes Originaldrehbuch für Inception
- 2024: Nominierung in der Kategorie Bestes adaptiertes Drehbuch für Oppenheimer

Critics’ Choice Movie Award
- 2002: Auszeichnung in der Kategorie Bestes Drehbuch für Memento
- 2009: Auszeichnung in der Kategorie Bester Actionfilm für The Dark Knight
- 2009: Nominierung in der Kategorie Beste Regie für The Dark Knight
- 2011: Auszeichnung in der Kategorie Bester Actionfilm für Inception
- 2011: Nominierung in der Kategorie Beste Regie für Inception
- 2011: Nominierung in der Kategorie Bestes Drehbuch für Inception
- 2018: Nominierung in der Kategorie Bester Film für Dunkirk
- 2018: Nominierung in der Kategorie Beste Regie für Dunkirk
- 2024: Auszeichnung in der Kategorie Bester Film für Oppenheimer
- 2024: Auszeichnung in der Kategorie Beste Regie für Oppenheimer
- 2024: Nominierung in der Kategorie Bestes adaptiertes Drehbuch für Oppenheimer

London Critics’ Circle Film Award
- 2001: Nominierung in der Kategorie Beste britische Regie für Memento
- 2001: Auszeichnung in der Kategorie Bestes britisches Drehbuch für Memento
- 2003: Auszeichnung in der Kategorie Beste britische Regie für Insomnia – Schlaflos
- 2003: Nominierung in der Kategorie Beste britische Regie für Batman Begins
- 2006: Nominierung in der Kategorie Beste britische Regie für Prestige – Meister der Magie
- 2007: Nominierung in der Kategorie Beste britische Regie für Prestige – Meister der Magie
- 2009: Nominierung in der Kategorie Beste britische Regie für The Dark Knight
- 2011: Nominierung in der Kategorie Beste Regie für Inception
- 2011: Nominierung in der Kategorie Beste britische Regie für Inception
- 2018: Nominierung in der Kategorie Beste Regie für Dunkirk
- 2024: Nominierung in der Kategorie Beste Regie für Oppenheimer
- 2024: Nominierung in der Kategorie Bestes Drehbuch für Oppenheimer

New York Film Critics Circle Award
- 2001: Nominierung in der Kategorie Bestes Drehbuch für Memento
- 2023: Auszeichnung in der Kategorie Beste Regie für Oppenheimer

Saturn Award
- 2006: Nominierung in der Kategorie Beste Regie für Batman Begins
- 2006: Auszeichnung in der Kategorie Bestes Drehbuch für Batman Begins (gemeinsam mit David S. Goyer)
- 2009: Nominierung in der Kategorie Beste Regie für The Dark Knight
- 2009: Auszeichnung in der Kategorie Bestes Drehbuch für The Dark Knight (gemeinsam mit Jonathan Nolan)
- 2011: Auszeichnung in der Kategorie Beste Regie für Inception
- 2011: Auszeichnung in der Kategorie Bestes Drehbuch für Inception
- 2013: Nominierung in der Kategorie Beste Regie für The Dark Knight Rises
- 2015: Nominierung in der Kategorie Beste Regie für Interstellar
- 2015: Auszeichnung in der Kategorie Bestes Drehbuch für Interstellar (gemeinsam mit Jonathan Nolan)
- 2021: Nominierung in der Kategorie Beste Regie für Tenet
- 2021: Nominierung in der Kategorie Bestes Drehbuch für Tenet
- 2024: Nominierung in der Kategorie Beste Regie für Oppenheimer
- 2024: Nominierung in der Kategorie Bestes Drehbuch für Oppenheimer

Nebula Award
- 2011: Auszeichnung in der Kategorie bestes Drehbuch für Inception

Hugo Award
- 2006: Nominierung in der Kategorie beste dramatische Präsentation in Langform für Batman Begins (gemeinsam mit Jonathan Nolan, David S. Goyer & Bob Kane)
- 2007: Nominierung in der Kategorie beste dramatische Präsentation in Langform für The Prestige (gemeinsam mit Jonathan Nolan & Christopher Priest)
- 2009: Nominierung in der Kategorie beste dramatische Präsentation in Langform für The Dark Knight (gemeinsam mit Jonathan Nolan, David S. Goyer & Bob Kane)
- 2011: Auszeichnung in der Kategorie beste dramatische Präsentation in Langform für Inception
- 2015: Nominierung in der Kategorie beste dramatische Präsentation in Langform für Interstellar (gemeinsam mit Jonathan Nolan)

British Fantasy Award
- 2009: Auszeichnung in der Kategorie bester Film für The Dark Knight
- 2011: Auszeichnung in der Kategorie bester Film für Inception

### Kritikerlisten
| Platz | Film                             |
| ----- | -------------------------------- |
| 3     | The Dark Knight                  |
| 14    | Inception                        |
| 18    | Interstellar                     |
| 41    | Prestige – Die Meister der Magie |
| 57    | Memento                          |
| 71    | The Dark Knight Rises            |
| 121   | Oppenheimer                      |
| 132   | Batman Begins                    |

Im Jahr 2015 befragte BBC Filmkritiker der ganzen Welt und veröffentlichte unter dem Titel The 100 greatest American films eine Liste der 100 beliebtesten amerikanischen Filme. Unter ihnen waren lediglich sechs Filme aus dem 21. Jahrhundert. Auf Platz 96 befand sich The Dark Knight.
Ein Jahr später fragte die BBC erneut Filmkritiker weltweit nach den besten Filmen des 21. Jahrhunderts. In den BBC Culture’s 100 Greatest Films of the 21st Century fanden sich auf Platz 51 Inception, auf Platz 33 The Dark Knight und auf Platz 25 Memento wieder.
Die Filme Memento sowie The Dark Knight wurden 2017 bzw. 2020 in das US-amerikanische National Film Registry aufgenommen.
Kritiker und Filmschaffende stimmten im Mai 2020 über die besten Filme der 2000er Jahre ab und veröffentlichten eine Liste von 50 Werken. The Dark Knight landete auf Platz 11 und Memento auf Platz 33.
Im Dezember 2021 veröffentlichte die Writers Guild of America eine Liste der 101 großartigsten Drehbücher des 21. Jahrhunderts. Christopher Nolans Werke Memento, The Dark Knight, Inception sowie Prestige befinden sich dort auf den Plätzen 10, 26, 37 und 82.
Die Tageszeitung The New York Times befragte im Jahr 2025 Filmschaffende nach den besten 100 Filmen des 21. Jahrhunderts. Auf dieser Liste finden sich Interstellar, Oppenheimer, Memento, Inception und The Dark Knight auf den Plätzen 89, 65, 62, 55 und 28 wieder.
Acht Spielfilme, bei denen Nolan Regie führte, sind in den Top 250 der Internet Movie Database gelistet, sechs davon in den Top 100. Der laut Top 250 beste Film der Jahre 2008, 2010 und 2014 ist von Nolan.
Bei Rotten Tomatoes erzielten alle seiner Regiearbeiten, bis auf Tenet, eine Certified-Fresh-Bewertung, was mehr als 70 % bzw. 75 % positiven Bewertungen entspricht.

### Ehrungen
Am 7. Juli 2012 wurde Christopher Nolan durch seine Schuh- und Handabdrücke im Zementboden des Vorhofs des TCL Chinese Theatre geehrt.
Das Magazin Time wählte Nolan im Jahr 2015 zu den einhundert einflussreichsten Persönlichkeiten.
Im September 2017 wurde Nolan von seiner ehemaligen Universität, dem University College London, der britische Ehrendoktor für Literatur (Honorary Doctorate of Literature) verliehen.
Christopher Nolan wurde im Dezember 2018 für seine Leistungen im Bereich Film als Commander des Order of the British Empire ausgezeichnet. Die Verleihung fand am Neujahrstag 2019 durch die britische Königsfamilie statt.
Am 28. Juli 2021 wurde ein Asteroid nach ihm benannt: (560354) Chrisnolan.
Im März 2024 wurde bekanntgegeben, dass Christopher Nolan von König Charles III. zum Ritter (Knight Bachelor) geschlagen werden soll. Mit dieser Ankündigung ist es ihm gestattet, fortan den Titel Sir zu führen. Die Ernennung erfolgte am 18. Dezember 2024.